# Ádám Kárpáti
| 378920 Vassimre    | 24 ottobre 2008 |
| 231571 Tubolyvince | 22 ottobre 2008 |

Ádám Kárpáti (...) è un astronomo ungherese.
Il Minor Planet Center gli accredita le scoperte di due asteroidi, effettuate entrambe nel 2008 in collaborazione con Krisztián Sárneczky.